# Chrystja Altschewska

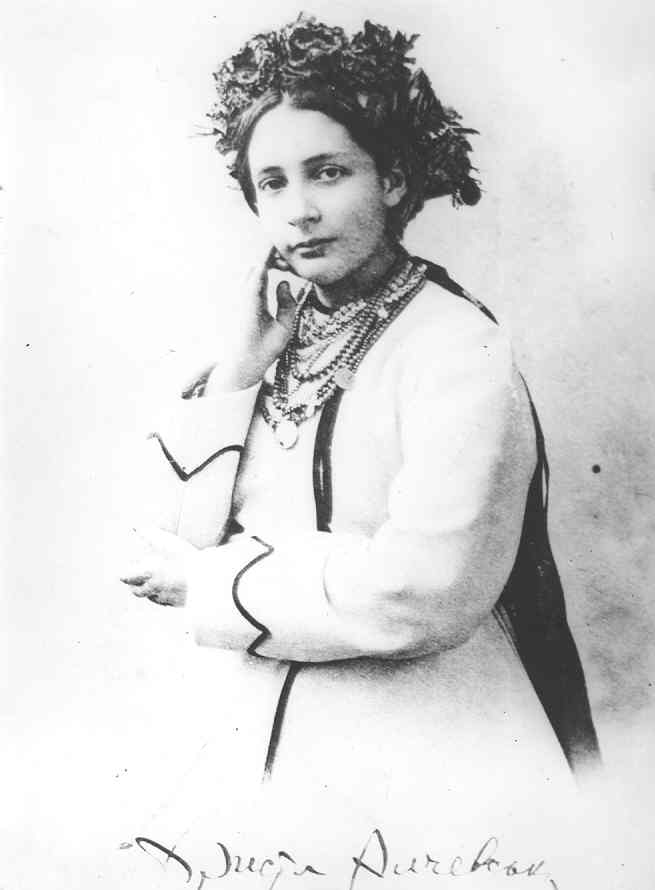
Chrystja Altschewska (1910er Jahre)

Chrystja Oleksijiwna Altschewska (ukrainisch Христя Олексіївна Алчевська, * 16. März 1882 in Charkiw; † 27. Oktober 1931 ebenda) war eine ukrainisch-sowjetische Lehrerin, Lyrikerin und Übersetzerin.

## Biografie

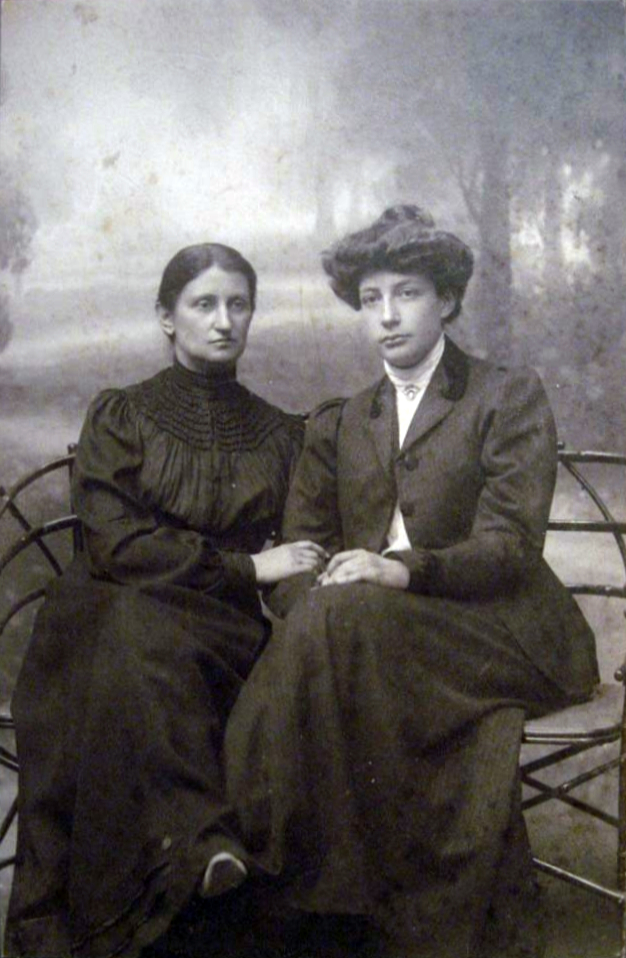
Olha Kobyljanska und Chrystja Altschewska in Bad Nauheim, 1908

Sie begann mit 10 Jahren Gedichte auf Französisch und Ukrainisch zu schreiben. Seit 1902 wurden ihre Werke in Zeitschriften, und literarischen und künstlerischen Almanachen veröffentlicht. Nach ihrem Abschluss am Mädchengymnasium in Charkiw schloss sie 1902 an der Universität Paris (Sorbonne) ihr Studium ab. Ein Jahr später kehrte sie nach Hause zurück und arbeitete im Verlagsausschuss der Charkiwer Alphabetisierungsgesellschaft und in der Jugendredaktion der Zeitschrift Tscherwona kalyna. Außerdem arbeitete sie in einem Gymnasium als Französischlehrerin und in der von ihrer Mutter Chrystyna Altschewska gegründeten und geleiteten Sonntagsschule für Frauen, wo sie trotz des allgemeinen Verbots den Schülerinnen ukrainische Bücher vorlas. 1905 schickte sie einen Revolutionsaufruf an die Redaktion einer Kiewer Zeitung. Die Gendarmerie erfuhr von ihrem Manuskript und durchsuchte darauf ergebnislos die Wohnung ihrer Familie.
Altschewska veröffentlichte von 1907 bis 1917 11 Lyriksammlungen. Die zwölfte und letzte Sammlung wurde 1922 in Kalisz veröffentlicht. Weil einige ihrer Lyriksammlungen patriotische Themen enthielten warfen sowjetische Kritiker ihr Nationalismus vor. In den 1920er Jahren war sie Mitglied der ukrainischen Gesellschaft der Dramatiker und Komponisten. 1925 übersetzte sie Louise Michels Memoiren über die Pariser Kommune und schrieb ein Gedicht über sie. Außerdem übersetzte sie Werke von Pierre-Jean de Béranger, Victor Hugo, Jules Verne und Lew Tolstoi aus dem Französischen und Russischen.
Sie fing eine Brieffreundschaft mit Henri Barbusse an und begann, seine Werke zu übersetzen. Im Frühjahr 1930 und im Sommer des folgenden Jahres beantragte sie eine Reiseerlaubnis nach Frankreich für die Übersetzung von Büchern ins Ukrainische, die abgelehnt wurde. 1928 reichte sie einen zweibändige Reihe ihrer Werke beim Staatsverlag der Ukraine ein. Im Mai 1930 beschwerte sie sich beim Literaturkritiker Mykola Plewako über Geldnöte und bat um eine schnellere Zahlung des Honorars für die Reihe. Die Behörden erlaubten die Veröffentlichung nicht.
Im Herbst 1931 verfing Altschewskas Kleidung sich in einer Zugtür und sie wurde über den Bahnsteig gezerrt. Sie starb bald darauf an einem Herzinfarkt. Sie hinterließ einen handschriftlichen Nachlass von ca. 4000 Werken, von dem ein großer Teil nicht veröffentlicht wurde und in der Manuskriptabteilung der Nationalen Akademie der Wissenschaften der Ukraine und in der Wernadskyj-Nationalbibliothek der Ukraine aufbewahrt wird.